# Alex Webster
Alex Webster (nacido en Akron, Nueva York, Estados Unidos, el 25 de octubre de 1969) es un músico estadounidense de death metal. Conocido por ser el bajista y uno de los principales compositores de la banda Cannibal Corpse. Actualmente se trata de uno de los dos únicos miembros que estuvieron en la formación original del grupo, siendo el otro el batería Paul Mazurkiewicz. Ha participado en otras bandas, como músico de sesión en Hate Eternal, y como miembro estable de la banda Blotted Science.

## Biografía
Webster pertenecía originalmente a la banda Beyond Death, en la que también colaboraba Jack Owen. Juntos se unieron a Chris Barnes, Bob Rusay y Paul Mazurkiewicz, que tocaban en Tyrant Sin.

## Estilo y trabajo
Webster goza de mucho reconocimiento en el género death metal, y es uno de los pocos bajistas de este estilo que tocan frecuentemente solos, siendo el más conocido el que abre la canción "Hammer Smashed Face" de Cannibal Corpse. Actualmente utiliza un bajo de cinco cuerdas, marca Spector.
En el DVD incluido en el álbum The Wretched Spawn explicó que comenzó tocando la guitarra, pero cambió al bajo cuando vio que podía aprender a tocarlo más rápido. Además ha contribuido en las letras y partituras en muchas ocasiones, por ejemplo en "Fucked With A Knife," "Puncture Wound Massacre," "I Will Kill You," "Unleashing The Bloodthristy", "Murder Worship", "Devoured By Vermin".

## Personalidad
Se ha considerado a menudo a Alex Webster como el miembro más sociable de Cannibal Corpse, siendo uno de los que participan en la mayor parte de las entrevistas a la banda o participando a menudo en los foros de la página oficial del grupo.

## Exnlaces externos
- Wikimedia Commons alberga una categoría multimedia sobre Cannibal Corpse.
- Cannibal Corpse Sitio web oficial

- Datos: Q201716